# 太平洋巨星介
太平洋巨星介（学名：Macrocypris pacifica）为巨星介科巨星介屬下的一个种。